# Wissadula krapovickasiana
Wissadula krapovickasiana är en malvaväxtart som beskrevs av Bovini. Wissadula krapovickasiana ingår i släktet Wissadula och familjen malvaväxter. Inga underarter finns listade i Catalogue of Life.